# Yeovil
Yeovil is een civil parish in het zuiden van Somerset. De plaats telt 30.378 inwoners en valt onder het district South Somerset. Yeovil ligt aan de zuidelijke grens van Somerset met Dorset op circa 65 km afstand ten zuiden van Bristol en 50 km van Taunton.
In de plaats zijn sporen van bewoning uit de oude steentijd te vinden. Daarnaast liep door Yeovil een oude Romeinse weg. Het stond genoteerd in het Domesday Book als Givele of Ivle.

## Geboren in Yeovil
- Richard Edwards (1524?-1566), componist, toneelschrijver
- John Mealing (1942), toetsenist
- Jim Cregan (1946), rockgitarist en -bassist (Family, Steve Harley & Cockney Rebel en Rod Stewart)
- Sarah Parish (1968), actrice
- Alan Norris (1972), darter
- Marcus Higley (1974), golfer
- Heather Stanning (1985), roeister
- Lloyd Isgrove (1993), Welsh voetballer
- Ryan Seager (1996), voetballer
- Joshua Sims (1997), voetballer